# Route nationale 374
Pour les articles homonymes, voir Route 374.
La route nationale 374 ou RN 374 était une route nationale française reliant Nogent-sur-Seine à Charrey. À la suite de la réforme de 1972, elle a été déclassée en RD 374.
Voir le tracé de la RN 374 sur Google Maps

## Ancien tracé de Nogent-sur-Seine à Charey (D 374)
- Nogent-sur-Seine (km 0)
- Fontaine-Mâcon (km 3)
- Soligny-les-Étangs (km 10)
- Trancault (km 14)
- Bourdenay (km 17)
- Bercenay-le-Hayer (km 20)
- Marcilly-le-Hayer (km 23)
- Villadin (km 28)
- Palis (km 34)
- Aix-en-Othe (km 42)
- Villemoiron-en-Othe (km 47)
- Saint-Mards-en-Othe (km 50)
- Maraye-en-Othe (km 55)
- Eaux-Puiseaux (km 61)
- Auxon (km 65)
- Ervy-le-Châtel (km 72)
- Chessy-les-Prés (km 75)
- Marolles-sous-Lignières (km 85)
- Charrey (km 86)